# Habitatge al carrer Alonso Martínez, 29 (Tàrrega)
El Carrer Alonso Martínez, 29 és una casa noucentista de Tàrrega (Urgell) protegida com a bé cultural d'interès local.

## Descripció
És un edifici de planta rectangular, entre mitgeres, del carrer Alonso Martínez de Tàrrega. Està estructurat en planta baixa i dos pisos al seu damunt. Tot el mur de la façana està fet amb maons disposats en filades horitzontals la major part dels quals estan arrebossats i, en alguns casos, sobretot a la part superior (en el segon pis) hi ha presència d'esgrafiats. Totes les obertures, però, estan emmarcades amb pedra. A la planta baixa s'obren tres obertures, dues grans portalades a banda i banda, bessones, i una de central més petita, la qual seria la porta d'ingrés a l'habitatge. Aquestes estan emmarcades per una sanefa de pedra que forma un arc escarser.
La primera planta presenta una gran tribuna que sobresurt a la part central. Aquesta està formada per tres arcades de mig punt, una de frontal i dos laterals, sostingudes per columnes amb capitells jònics. A banda i banda d'aquesta tribuna s'obren dos grans finestrals allindats amb balconada de forja.
Un segon pis repeteix el sistema compositiu dels pisos inferiors, pel que fa a les obertures. Hi ha tres finestres, dues a banda i banda que són amb balcó i una de central que desemboca a la balconada de pedra construïda damunt de la tribuna del primer pis.
En aquest pis hi ha esgrafiats dibuixats a la façana, com figures rectangulars verticalitzants entre finestra i finestra, i relleus damunt d'aquestes. La part superior d'aquest edifici queda rematat per un petit frontó triangular a la part central, flanquejat d'un ràfec motllurat que sobresurt respecte tota la façana.